# Bois-Normand-près-Lyre
Bois-Normand-près-Lyre är en kommun i departementet Eure i regionen Normandie i norra Frankrike. Kommunen ligger i kantonen Rugles som tillhör arrondissementet Évreux. År 2022 hade Bois-Normand-près-Lyre 371 invånare.

## Befolkningsutveckling
Antalet invånare i kommunen Bois-Normand-près-Lyre
Referens:INSEE